# Alain Delon
  Alain Delon    (Sceaux, 8 de novembre de 1935 - Douchy-Montcorbon, 18 d'agost de 2024), de nom complet Fabien Alain Delon Marcel Maurice, va ser un actor cinematogràfic francès. De gran atractiu personal, en treia partit encarnant tipus complexos. Entre d'altres, va actuar en films com Rocco e i suoi fratelli (1960), A ple sol (1959), Il gattopardo (1962), Les félins (1963), The Assassination of Trotsky (1972), L’amor de Swann (1983), Nouvelle Vague (1990), El retorn de Casanova (1992), Les acteurs (2000). Des de l'any 1999 també era ciutadà suís, resident al cantó de Ginebra, tot i que mantenia la nacionalitat francesa.

## Biografia

### Primers anys de vida
Alain Delon va néixer a Sceaux, Sena (ara Alts del Sena), Illa de França, un suburbi ric de París. Els seus pares, Édith (nascuda Arnold; 1911-1995) i Fabien Delon (1904-1977), es van divorciar quan Delon tenia quatre anys. Tots dos es van tornar a casar i, com a resultat, Delon té una germanastra i dos germans. La seva àvia paterna era corsa, de Prunelli-di-Fiumorbo. Quan els seus pares es van divorciar, Delon va ser enviat a viure amb pares adoptius; després de la mort dels pares adoptius, els pares de Delon van prendre la custòdia compartida d'ell, però l'acord va resultar insatisfactori. Va assistir a un internat catòlic, el primer de diverses escoles de les quals va ser expulsat a causa d'un comportament rebel. Delon va deixar l'escola als 14 anys i va treballar un temps a la carnisseria del seu padrastre. Es va allistar a l'armada francesa tres anys després, als 17 anys, i entre 1953 i 1954 va servir com a mariner de fuseller a la Primera Guerra d'Indoxina.
El 1956, després del seu servei naval, Delon va tornar a França, i va passar temps treballant com a cambrer, porter, secretari i ajudant de vendes. Durant aquest temps, es va fer amic de l'actriu Brigitte Auber i es va unir a ella en un viatge al Festival de Cannes, on començaria la seva carrera cinematogràfica.

### Primers papers al cinema
A Canes, Delon va ser vist per un buscador de talents de David O. Selznick. Després d'una prova de pantalla, Selznick li va oferir un contracte, sempre que aprengués anglès. Delon va tornar a París per estudiar la llengua, però quan va conèixer el director francès Yves Allégret, va estar convençut que havia de quedar-se a França per començar la seva carrera. Selznick va permetre que Delon cancel·lés el seu contracte, i Allégret el va fer debutar a la pel·lícula amb Edwige Feuillère, Quand la femme s'en mêle (1957). Marc Allégret el va incorporar a Una rossa perillosa (1958), que comptava amb un jove Jean-Paul Belmondo. Aleshores se li va donar el seu primer paper, donant suport a Romy Schneider en el romanç d'època Christine (1958), basat en una novel·la d'Arthur Schnitzler. Ell i Schneider van començar un romanç molt difós a la vida real. La pel·lícula va ser la dissetena pel·lícula més popular a la taquilla francesa aquell any.

## Estrellat francès

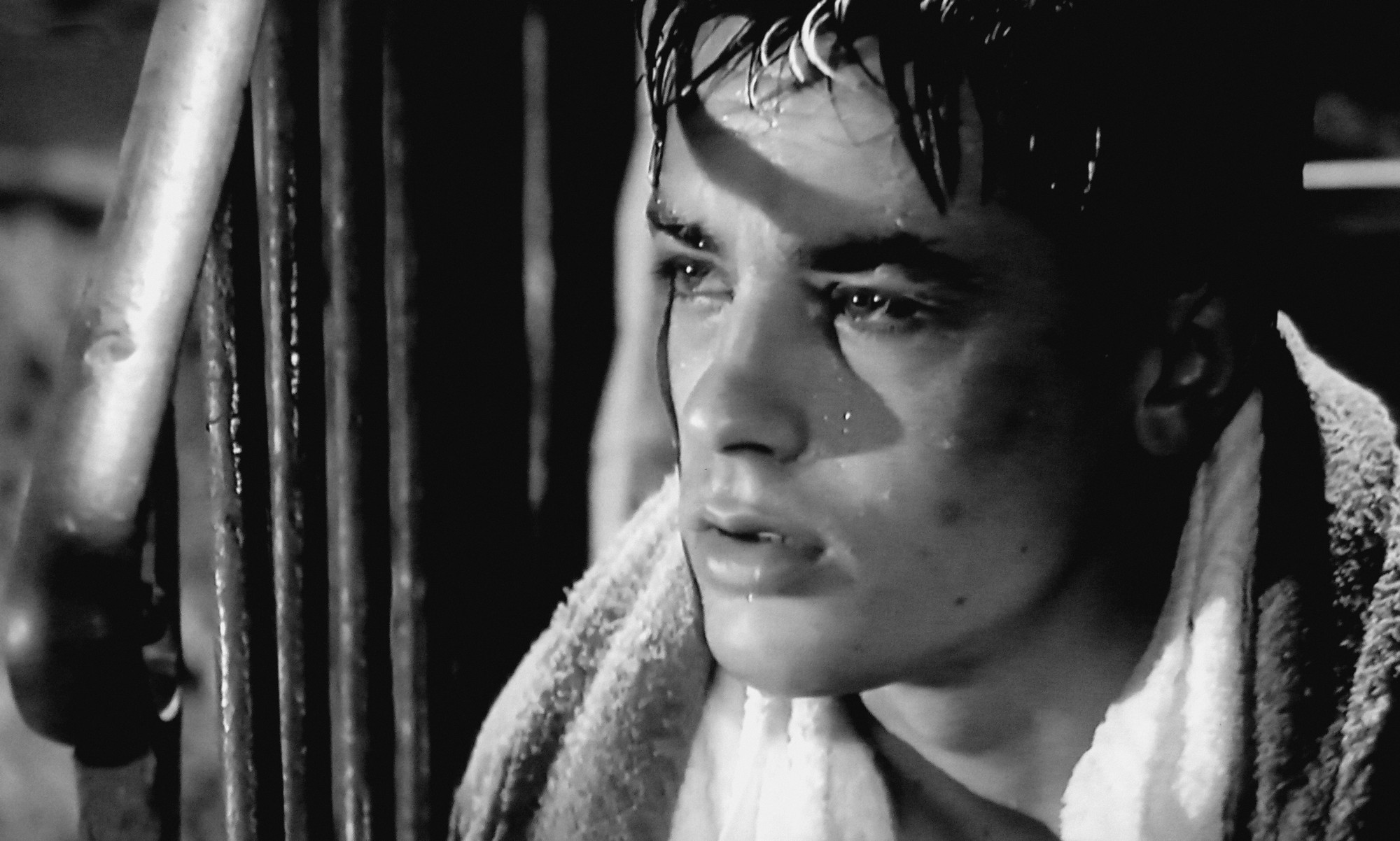
Delon a Rocco i els seus germans (1960)

Delon va ser el protagonista de la comèdia Faibles femmes (1959). Aquest film va ser un gran èxit a França i va ser la primera de les pel·lícules de Delon que es va veure a Amèrica. Delon va fer algunes aparicions personals a Nova York per promocionar la pel·lícula. Era un conegut amic del gàngster nascut a Sèrbia Vojislav Stanimirovic.
Als 23 anys ja va obtenir el reconeixement dels experts que el compararen amb Gérard Philipe i Jean Marais, així com amb l'actor nord-americà James Dean i a partir d'aleshores treballà amb els grans noms del cinema Luchino Visconti, Michelangelo Antonioni, Joseph Losey, Jean-Luc Godard i Louis Malle, entre d'altres. Hi va haver un temps en què fou l'actor de cinema francès més actiu, amb Louis de Funès i Jean-Paul Belmondo, i va assenyalar a les sales de més de 100 milions d'espectadors des de 1956. En els mitjans de comunicació anglosaxons, ha estat anomenat «la Brigitte Bardot masculina», per la seva bona aparença i els seus èxits internacionals. Algunes de les pel·lícules en què va treballar són considerades uns clàssics, com Rocco e i suoi fratelli (1960), Plein soleil (1959), Il Gattopardo (1962). És també un dels representants vius d'una època clàssica i com a tal s'ha guanyat el respecte i l'admiració de molts cineastes contemporanis com Johnnie To, Quentin Tarantino i Sofia Coppola.

### Fama internacional
A continuació, Delon va fer dues pel·lícules que van assegurar la seva reputació internacional. El 1960, va aparèixer a Plein Soleil de René Clément, estrenada als EUA com Purple Noon, que es basava en la novel·la de Patricia Highsmith The Talented Mr. Ripley. Delon va interpretar al protagonista Tom Ripley amb l'aclamació de la crítica; Highsmith era un fan de la seva representació. La pel·lícula va ser un èxit a França i al circuit d'art house als països de parla anglesa. Després va interpretar el paper principal a Rocco e i suoi fratelli (1960) de Luchino Visconti. El crític Bosley Crowther de The New York Times va escriure que el treball de Delon era «emocionant flexible i expressiu».
Delon va debutar a l'escenari el 1961 a l'obra de John Ford Tis Pity She's a Whore al costat de Romy Schneider a París. Visconti va dirigir la producció que va batre rècords de taquilla. Es va retrobar amb René Clément a la pel·lícula de comèdia italiana sobre el feixisme, Quelle joie de vivre (1961). Va ser un èxit menor. Més popular va ser una pel·lícula d'antologia d'estrelles Famous Love Affairs (1961); El segment de Delon el va presentar com Albert III de Wittelsbach, al costat de Brigitte Bardot. Al voltant d'aquesta època Delon va ser esmentat com una possibilitat per al lideratge a Lawrence d'Aràbia. Peter O'Toole va ser emès, però després Delon va signar per Seven Arts un acord de quatre imatges, inclosa una pel·lícula internacional de gran pressupost de la història de Marco Polo i El rei de París, sobre Alexandre Dumas. Cap dels dos projectes va arribar a bon port. En comptes d'això, va ser repartit per Michelangelo Antonioni al costat de Monica Vitti a L'eclisse (1962), un gran èxit de crítica, tot i que el públic era petit. Més popular va ser una altra pel·lícula d'antologia d'estrelles, El diable i els Deu Manaments (1963); el segment de Delon el va repartir amb Danielle Darrieux.

### MGM
El productor Jacques Bar estava fent una pel·lícula de lladres amb Jean Gabin amb el suport de la MGM, titulada Any Number Can Win (1963). La coprotagonista de Gabin havia de ser Jean-Louis Trintignant fins que Delon va pressionar Bar per al paper. Va adquirir els drets de distribució de la pel·lícula en determinats països en comptes d'un sou directe. Com que això no s'havia fet mai abans a França, això es coneixia com «el mètode Delon». L'aposta va donar els seus fruits, amb Jean Gabin més tard afirmant que Delon va guanyar 10 vegades més diners com a resultat. Tanmateix, el 1965, Delon va afirmar que «ningú més ho ha provat des d'aleshores i ha guanyat diners». No obstant això, l'experiència va donar a Delon el gust per produir. També va signar un acord amb MGM, amb Any Number Can Win com a primer projecte. La seva reputació va augmentar encara més quan va tornar a treballar amb Visconti per a Il gattopardo amb Burt Lancaster i Claudia Cardinale. Aquest va ser el setè més gran èxit de l'any a França; Any Number Can Win va ser el sisè. Il gattopardo també es va projectar àmpliament als EUA a través de la 20th Century Fox. Delon era ara una de les estrelles més populars de França. Va protagonitzar un swashbuckler, The Black Tulip (1964), un altre èxit. Les Félins (1964), que el va reunir amb Rene Clement i va protagonitzar Jane Fonda, es va rodar en versions francesa i anglesa. Aquesta última va ser distribuïda per MGM, però no va ser un èxit. El 1964, la Cinémathèque Française va fer una mostra de les pel·lícules de Delon, i Delon va crear una productora, Delbeau Production, amb Georges Beaume. Van produir una pel·lícula anomenada L'insoumis (1964), on Delon interpretava un assassí de l'OEA. S'ha hagut de reeditar per problemes legals. Tot i ser distribuït per MGM, el públic era reduït.

## Estrella de Hollywood
Marcat com un latin lover, Delon va passar els anys següents centrat a Hollywood i va dir el 1965 que volia fer una pel·lícula a Amèrica i una a Europa cada any. També va dir que el seu accent li impedia interpretar certs papers: «A causa del meu accent, no intentaria interpretar als nord-americans. Estic treballant per eliminar les inflexions clarament franceses del meu discurs perquè pugui interpretar totes les nacionalitats continentals».
Va començar en una antologia d'estrelles per a MGM titulada The Yellow Rolls-Royce (1965), al costat de Shirley MacLaine. Va ser popular tot i que Delon tenia poc a fer. Va tenir el seu primer paper protagonista en anglès a Once a Thief, que va protagonitzar amb Ann-Margret. Es basava en una novel·la de Zekial Marko que havia escrit Any Number Can Win, però no va tenir tant d'èxit. Va ser finançat per MGM que va anunciar que Delon apareixeria en el Western Ready for the Tiger dirigit per Sam Peckinpah, però la pel·lícula mai es va fer. En canvi, Delon va signar un acord de tres pel·lícules amb Columbia, per a qui va aparèixer a la pel·lícula d'acció de gran pressupost Lost Command (1966), interpretant a un membre de la Legió Estrangera francesa, al costat d'Anthony Quinn i Claudia Cardinale. L'estudi també va anunciar que apareixeria al biopic Cervantes, però no es va fer mai. Universal Studios va utilitzar Delon en un western, Texas Across the River, davant de Dean Martin. Ray Stark va voler utilitzar-lo a La nit de la Iguana i Propietat condemnada. No va aparèixer a cap de les dues pel·lícules, però sí a Es crema París?, dirigida per René Clément, interpretant Jacques Chaban-Delmas. Va ser un èxit massiu a França, però va tenir una rebuda decebedora a la taquilla dels Estats Units, igual que totes les pel·lícules de Delon finançades per Hollywood. Delon va continuar sent una estrella a França, juntament amb Steve McQueen i Sean Connery i també va ser una de les estrelles estrangeres més grans del Japó. No obstant això, no va poder triomfar al mercat nord-americà.

## Retorn a França

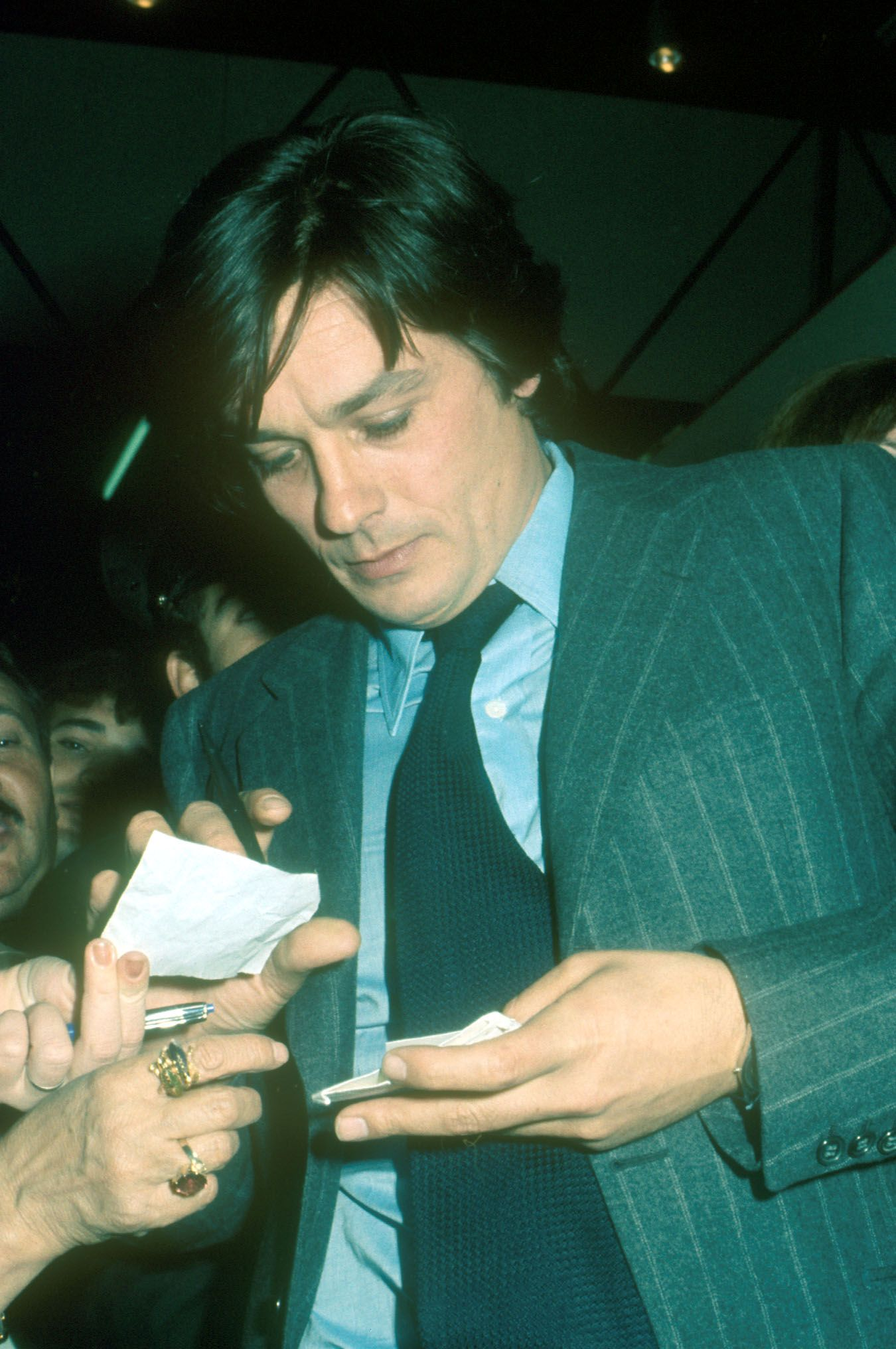
Delon signant autògrafs, 1971

Després de sis pel·lícules de Hollywood, Delon va tornar a França per fer The Last Adventure al costat de Lino Ventura. Va ser una de les pel·lícules més populars de Delon dels anys seixanta, però no va ser popular a Amèrica del Nord. Ell havia de tornar a treballar amb Visconti a The Stranger però no va acabar jugant-hi. En canvi, va sortir a l'escenari de París, Les Yeux Creves i va fer El samurai amb Jean-Pierre Melville, que es va convertir en un altre clàssic. Va interpretar un amnèsic a Dibolically Yours (1968) per a Julien Duvivier i va tenir un paper en una altra antologia d'estrelles, Spirits of the Dead (1968); el seu segment va ser dirigit per Louis Malle i coprotagonitzat per Brigitte Bardot. Delon va tenir un altre intent de cinema en anglès amb The Girl on a Motorcycle (1968) amb Marianne Faithfull per al director Jack Cardiff. Va ser un èxit sorpresa a Gran Bretanya. Molt més popular a la taquilla francesa va ser Adieu l'ami, on Delon i Charles Bronson van interpretar antics legionaris que es van involucrar en un atracament. La pel·lícula va ajudar a convertir Charles Bronson en una autèntica estrella a Europa.

### Afer Marković i pel·lícules de gàngsters
Mentre feia el thriller de 1969 La Piscine amb Romy Schneider, l'amic i guardaespatlles de Delon Stevan Marković va ser trobat assassinat en un abocador d'escombraries prop de París. La investigació policial va revelar afirmacions de festes sexuals amb celebritats com Delon i membres del govern francès, inclòs el futur president Georges Pompidou, la dona del qual, Claude Pompidou, suposadament va ser objecte d'una sèrie de fotos comprometedores en una d'aquestes festes. El cap del crim cors François Marcantoni, un amic de Delon, va ser sospitós de la seva implicació en l'assassinat. L'afer va guanyar notorietat a tota França i a la premsa francesa com a «Afer Marković». En una entrevista de la BBC de 1969, Delon va ser qüestionat sobre la seva suposada implicació en la mort de Marković, els rumors de la seva participació en les festes sexuals i les pròpies preferències sexuals de Delon.
Delon va protagonitzar una sèrie de pel·lícules de gàngsters. El primer va ser Jeff (1969), fet per la seva pròpia productora, Adel. A The Sicilian Clan (1969) Delon va col·laborar amb Lino Ventura i Jean Gabin, i la pel·lícula va ser un gran èxit. Encara més popular va ser Borsalino (1970), que va produir Delon i en la qual va protagonitzar al costat de Jean-Paul Belmondo. No obstant això, cap d'aquestes pel·lícules va tenir èxit als EUA, com Delon havia esperat. Tampoc ho va ser El cercle vermell, malgrat que Delon hi participà amb Yves Montand. Per canviar de ritme, va produir un drama romàntic, The Love Mates (1971), que tampoc va tenir èxit. Tampoc la comèdia Easy, Down There! (1971).

## Més pel·lícules internacionals
A principis de la dècada de 1970, Delon va fer un altre intent al mercat de parla anglesa. The Assassination of Trotsky (1972) de Joseph Losey; va ser mal rebuda, però Red Sun (1972), amb Charles Bronson i Toshirō Mifune, va sortir bé. A França va aparèixer al costat de Simone Signoret a The Widow Couderc (1971). Va fer la seva tercera pel·lícula amb Melville, Un poli (1972). Va produir i protagonitzar un drama romàntic, La primera nit de tranquil·litat (1972), després va fer alguns thrillers: Tractament de xoc (1973) i Tony Arzenta (1973). El 1973, va gravar un duet amb Dalida, «Paroles, paroles», que es va convertir en una de les cançons franceses més reconegudes. Va tornar a intentar l'estrellat de Hollywood amb Scorpio (1973), amb Burt Lancaster pel director Michael Winner. Va ser només un èxit menor. A França, va fer The Burned Barns (1973) i Creezy (1974). Va produir Two Men in Town (1974), que el va tornar a fer equip amb Jean Gabin, i Borsalino &amp; Co. (1974), una seqüela del seu èxit anterior. Després d'un altre thriller de gàngsters, Icy Breasts (1974), Delon va tornar al seu primer espadat des de The Black Tulip, interpretant el personatge principal a la pel·lícula italo-francesa de 1975 El Zorro. Va fer algunes pel·lícules més de tema criminal: The Gypsy (1975), Història d'un policia (1975) (amb Jean Louis Triginant), Boomerang (1976) i Armaguedon (1976). El 1976, Delon va protagonitzar El senyor Klein, per la qual va ser nominat al premi César.

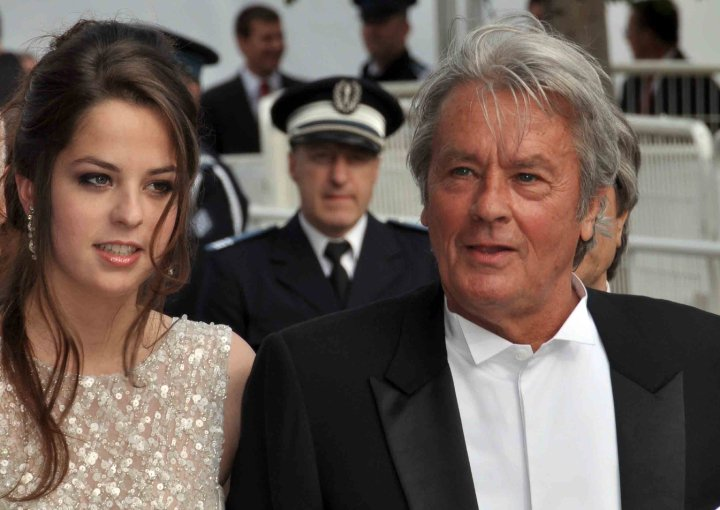
Delon amb la seva filla Anouchka al Festival de Cannes 2010

Va tornar al crim per a una altra sèrie de thrillers en què va protagonitzar i va produir: Man in a Hurry (1977), La mort d'un home corrupte (1977), Le Gang (1977), Un intrús en el joc (1978). El 1979, Delon va declarar que només una quarta part de les seves activitats empresarials impliquen pel·lícules, que també té «un negoci d'helicòpters, construeix mobles, promou lluites de premis i cavalls de carrera», i que encara estava interessat a convertir-se en una estrella a Amèrica. El 1979 va fer un últim intent d'estrellat a Hollywood, signant amb l'agent Sue Mengers i protagonitzant The Concorde - Airport ' 79 (1979). La pel·lícula no va ser un gran èxit. Delon va tornar a les pel·lícules franceses que va produir: The Medic (1979) i Three Men to Kill (1980).

## Carrera posterior

### Dècades de 1980 i 1990
Teheran 43 (1981) va ser un canvi de ritme. En aquesta gran producció soviètica va protagonitzar amb Claude Jade i Curd Jürgens en un paper coprotagonista al costat d'actors russos. Després va tornar al crim: For a Cop's Hide (1981), Le choc (1982), Le Battant (1983). Va ser guardonat amb el premi César al millor actor pel seu paper a Notre histoire de Bertrand Blier (1984), i va interpretar l'aristocràtic dandi Baron de Charlus en L’amor de Swann, una adaptació cinematogràfica de la novel·la A la recerca del temps perdut de Marcel Proust el mateix any. Es van reprendre els thrillers: Parole de flic (1986), The Passage, No desperteu el policia que dorm (1988) i Dancing Machine (1990). Una pel·lícula notable durant aquesta època va ser Nouvelle Vague de Jean-Luc Godard el 1990, en què Delon interpretava els bessons. L'últim paper important de Delon va ser a Une chance sur deux de Patrice Leconte el 1998, una altra decepció de taquilla. Delon va anunciar la seva decisió de deixar d'actuar el 1997, tot i que encara accepta de tant en tant papers.
Delon va adquirir la nacionalitat suïssa el 23 de setembre de 1999, i l'empresa que gestiona els productes venuts sota el seu nom té la seu a Ginebra. Resideix a Chêne-Bougeries al cantó de Ginebra.

### Anys 2000 i 2010
El 2001, Delon va protagonitzar el drama de televisió francès Fabio Montale. Va interpretar un policia vell vestit amb roba elegant, un paper de "signatura Delon" per al públic. L'espectacle va ser un gran èxit. El 2003, Delon va intentar recrear l'èxit de Fabio Montale i va produir i protagonitzar un altre drama policial de la televisió francesa, Frank Riva. Ho va fer bé però menys que Fabio Montale. El 2008 va protagonitzar Jules Cesar a l'èxit de taquilla Asterix aux jeux Olympiques que va protagonitzar Gérard Depardieu. Al voltant d'aquesta època va fer papers principalment en pel·lícules de televisió i també va fer alguns papers a l'escenari francès. El 2008 va dirigir ell mateix una pel·lícula de televisió protagonitzada per Anouk Aimee, titulada Love Letters basada en una obra d'AR Gurney. El 2018, després d'una pausa de set anys al cinema, Delon tenia previst protagonitzar una nova pel·lícula, titulada La Maison Vide, protagonitzada per Juliette Binoche i dirigida per Patrice Leconte. Tanmateix, el novembre de 2018 els mitjans francesos van anunciar que el projecte estava cancel·lat. No s'ha donat cap motiu específic per a la cancel·lació. Els seus últims papers fins ara han estat a la pel·lícula de televisió de 2011 Une journée ordinaire, a la producció russa de 2012 S Novym godom, Mamy! en la qual va interpretar ell mateix i va tornar a aparèixer com a ell mateix a la pel·lícula Toute Ressemblance del 2019 com a convidat en una conferència.

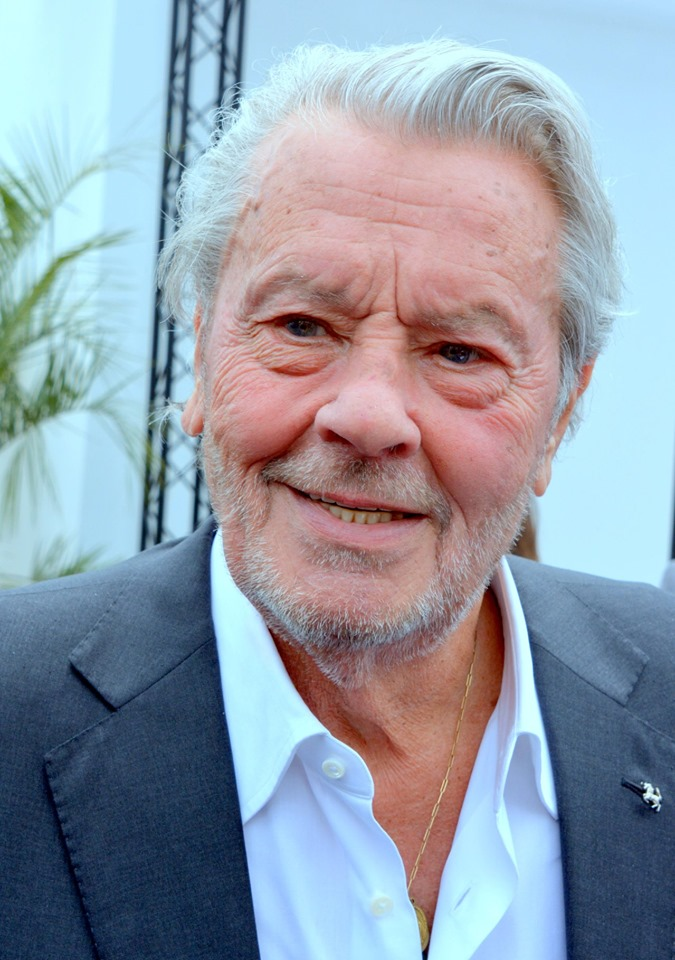
Alain Delon al Festival de Cannes 2019

L'abril de 2019, als 83 anys, Delon va llançar un nou senzill. La cançó, titulada Je n'aime que toi, va ser composta per Rick Allison i Julia Paris. Ja l'any 1973 Delon va aconseguir un gran duet internacional amb la cantant egípcia-francesa Dalida a la cançó Paroles...paroles. El 1983 va col·laborar amb Shirley Bassey a la cançó d'èxit internacional Thought I'd ring you.
Al Festival de Cannes 2019, que es va celebrar del 14 al 25 de maig, Delon va rebre una Palma d'Or honorífica per la seva llarga carrera al cinema. Una retrospectiva d'algunes de les seves pel·lícules presentades al festival. Hi va haver molta controvèrsia al voltant de Delon per rebre aquest premi a causa de les presumptes observacions que havia fet sobre el tractament de les dones durant la seva carrera i en la seva vida privada. Thierry Fremaux, director artístic del festival, va dir al públic de Cannes durant un homenatge a la cerimònia: «Sabem que la intolerància ha tornat, ens demanen que creguem que si tots pensem el mateix, ens protegirà del risc de no agradar o equivocar-se, però Alain Delon no té por d'equivocar-se, que no li agrada, i no pensa com els altres, i tampoc té por d'estar sol». «Per a mi, és més que el final d'una carrera. És el final d'una vida. Sento que estic rebent un homenatge pòstum mentre estic viu», va dir Delon. Va rebre el premi de mans de la seva filla Anouchka Delon.

### Anys 2020
En una entrevista de juliol de 2021 a TV5 Monde, Delon va dir que tenia previst actuar en una pel·lícula més. També a TV5Monde, Delon va entrevistar el president ucraïnès Zelenski el setembre de 2022 com a part d'un programa especial sobre la situació a Ucraïna, Face à Zelensky. Delon va expressar el seu suport al poble ucraïnès durant l'entrevista.

## Carrera empresarial
A la dècada de 1970, Delon va ampliar els seus interessos comercials, promovent partits de boxa. També ha ajudat a desenvolupar i promocionar una varietat de productes venuts amb el seu nom, com ara rellotges de polsera, roba, ulleres, perfums, articles de papereria i cigarrets. La marca d'ulleres de sol de Delon es va fer especialment popular a Hong Kong després que l'actor Chow Yun-fat les portés a la pel·lícula de 1986 A Better Tomorrow (a més de dues seqüeles). Segons sembla, Delon va escriure una carta agraint a Chow per ajudar a promocionar i vendre les ulleres de sol a Hong Kong i la Xina. El director de la pel·lícula, John Woo, ha reconegut a Delon com un dels seus ídols i ha escrit un breu assaig sobre El samurai i El cercle vermell per als llançaments de DVD de la The Criterion Collection. El 2009 i el 2015, Christian Dior va utilitzar imatges del jove Alain Delon i fragments de les seves pel·lícules dels anys seixanta The Swimming Pool i The Last Adventure respectivament a les campanyes publicitàries de la colònia Eau Sauvage.

## Vida personal

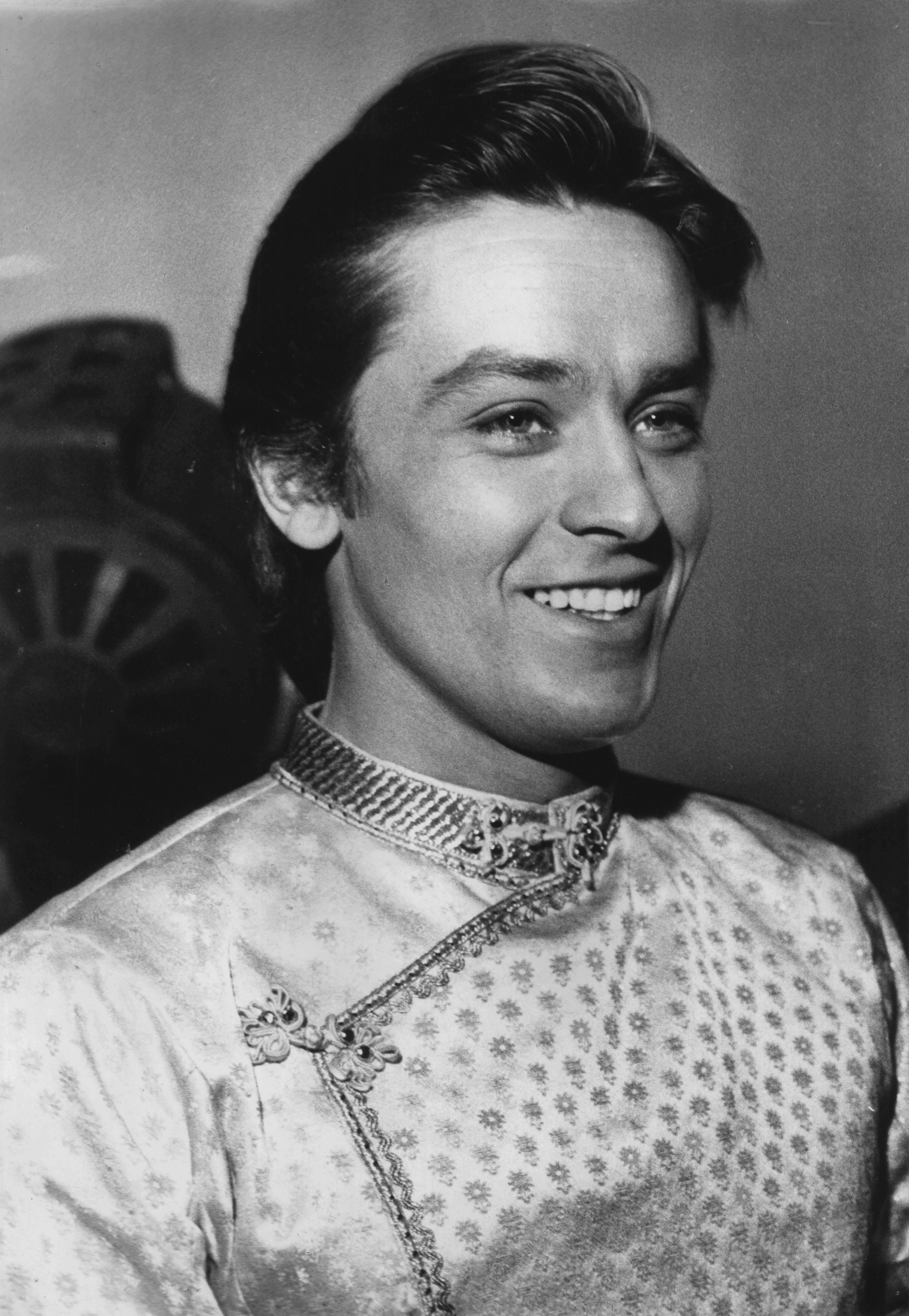
Alain Delon filmant l'avortat Marco Polo a Belgrad, 1962

La seva vida privada es confon sovint amb la seva carrera cinematogràfica. El 20 de març de 1959, Delon es va comprometre amb l'actriu Romy Schneider, a qui va conèixer quan van protagonitzar la pel·lícula Christine (1958). Durant la seva relació, va tenir una aventura amb l'actriu, cantant i model alemanya Nico. El 1962, Nico va donar a llum un fill, Christian Aaron Boulogne (Ari Päffgen) «Ari», però Delon mai va reconèixer el nen com a seu; Ari va ser criat principalment pels pares de Delon. El 1964, Delon i Schneider es van separar. Després de la mort de Romy el 1982, va confessar que Romy Schneider havia estat l'amor de la seva vida.
El 1963, Delon va conèixer la jove divorciada Francine Canovas (una model coneguda professionalment com a Nathalie Barthélémy). El gener de 1964, Barthélémy va quedar embarassada de Delon. El 13 d'agost de 1964 es van casar i ella va agafar el nom de Nathalie Delon. El seu fill Anthony Delon, el seu segon fill, va néixer el 30 de setembre de 1964. El 1967, Alain Delon va sol·licitar el divorci. La parella es va divorciar el 14 de febrer de 1969.
A mitjans dels anys seixanta, Delon va tenir una breu relació amb Dalida; tots dos eren amics des de la primera trobada a París l'any 1955, on eren veïns del mateix edifici dels Camps Elisis.
L'agost de 1968, durant el rodatge de la pel·lícula La piscine, Delon va conèixer l'actriu francesa Mireille Darc i li va demanar que rodessin una pel·lícula junts. Van començar una relació que va durar fins al 1982. Més tard va tenir relacions curtes amb l'actriu Anne Parillaud i Catherine Bleynie, exdona de Didier Pironi.
Delon va tenir una curta relació amb la ballarina i actriu Maddly Bamy nascuda a Guadalupe. Va conèixer Bamy al plató de La Piscine, on Bamy va tenir un petit paper. Com que Delon també era parella de Mireille Darc en aquell moment, va compartir la seva vida amb dues dones. Bamy va acabar la seva relació el 1971, i així es va convertir en l'última companya de Jacques Brel. El seu triangle amorós va servir d'inspiració per a la pel·lícula de 1969 The Love Mates, que Delon i Darc van protagonitzar. Darc també va escriure el guió de la pel·lícula amb el seu nom real, Mireille Aigroz.
El 1987, Delon va conèixer la model holandesa Rosalie van Breemen al plató del videoclip de la seva cançó "Comme au cinéma" i va començar una relació. Van tenir dos fills: Anouchka Delon (25 de novembre de 1990) i Alain-Fabien Delon (18 de març de 1994). La relació va acabar l'any 2001.
Delon visqué a Chêne-Bougeries al cantó de Ginebra, Suïssa, i a Douchy, Loiret, França.
Durant una entrevista el 2013, Delon va expressar el seu suport al partit polític d'extrema dreta francès Front National, dient «El Front Nacional, com el MCG [Moviment Ciutadà de Ginebra] a Ginebra, és molt important… L'animo i l'entenc perfectament». Delon era bon amic del boxejador argentí Carlos Monzón.
El setembre de 2019, Christian Aaron «Ari» Boulogne va demandar Alain Delon pel reconeixement de la paternitat.
El 2022, Delon, amb 86 anys, va ser convidat per Volodymyr Zelenski a viatjar a Ucraïna.

## Filmografia
| Any  | Pel·lícula                                                  | Rol                         | Notes                                             |
| ---- | ----------------------------------------------------------- | --------------------------- | ------------------------------------------------- |
| 1957 | Quand la femme s'en mêle                                    | Jo                          |                                                   |
| 1957 | Sois belle i tais-toi                                       | Loulou                      |                                                   |
| 1958 | Christine                                                   | Franz Lobheiner             |                                                   |
| 1959 | Faibles femmes                                              | Julien Fenal                |                                                   |
| 1959 | Le chemin des écoliers                                      | Antoine Michaud             |                                                   |
| 1960 | Plein Soleil                                                | Tom Ripley                  |                                                   |
| 1960 | Rocco e i suoi fratelli                                     | Rocco Parondi               | Dirigida per Luchino Visconti                     |
| 1961 | Les Amours celebres                                         | Prince Albert               | Episodi "Agnes Bernauer"                          |
| 1961 | Quelle joie de vivre                                        | Ulysse                      |                                                   |
| 1962 | Carambolages                                                | Lambert                     |                                                   |
| 1962 | L'eclisse                                                   | Piero                       | Dirigida per Michelangelo Antonioni               |
| 1962 | L'Amour a la mer                                            | Actor de la pel·lícula      |                                                   |
| 1962 | Le Diable i les Dix Commandements                           | Pierre Messager             |                                                   |
| 1963 | Mélodie en sous-sol                                         | Francis                     |                                                   |
| 1963 | Les Félins                                                  | Marc                        |                                                   |
| 1963 | La Tulipe noire                                             | Comte de Saint Preux        |                                                   |
| 1963 | Il Gattopardo                                               | Tancredi                    | Dirigida per Luchino Visconti                     |
| 1964 | L'Insoumis                                                  | Thomas                      |                                                   |
| 1965 | Once a Thief                                                | Eddie Pedak                 | Ralph Nelson director, Zekial Marko guionista     |
| 1965 | The Yellow Rolls-Royce                                      | Stefano                     |                                                   |
| 1965 | Es crema París? (Paris brûle-t-il?)                         | Jacques Chaban-Delmas       |                                                   |
| 1966 | Comandament perdut (Lost Command)                           | capità Philippe Esclavier   |                                                   |
| 1966 | Texas Across the River                                      | Don Andrea                  |                                                   |
| 1966 | Les Aventuriers                                             | Manu                        |                                                   |
| 1967 | Diaboliquement vôtre                                        | Pierre                      |                                                   |
| 1967 | Le Samouraï                                                 | Jef Costello                | Dirigida per Jean Pierre Melville                 |
| 1968 | La Piscine                                                  | Jean-Paul                   |                                                   |
| 1968 | La Motocyclette                                             | Daniel                      |                                                   |
| 1968 | Adieu l'ami                                                 | Dino Barran                 |                                                   |
| 1968 | Spirits of the Dead                                         | William Wilson              | Episodi "William Wilson", dirigit per Louis Malle |
| 1969 | Le Clan des Siciliens                                       | Roger Sartet                |                                                   |
| 1969 | Madly                                                       | Julian                      |                                                   |
| 1969 | Jeff                                                        | Laurent                     |                                                   |
| 1970 | El cercle vermell (Le Cercle rouge)                         | Corey                       | Dirigida per Jean-Pierre Melville                 |
| 1970 | Borsalino (pel·lícula)                                      | Rocco Siffredi              |                                                   |
| 1970 | Doucement les basses                                        | Simon                       |                                                   |
| 1971 | Red Sun                                                     | Gauche                      | Dirigida per Terence Young                        |
| 1971 | Fantasia chez les ploucs                                    | Un caïd                     |                                                   |
| 1971 | The Assassination of Trotsky                                | Frank Jackson               | Dirigida per Joseph Losey                         |
| 1971 | Un poli                                                     | Coleman                     |                                                   |
| 1971 | La Veuve Couderc                                            | Jean                        |                                                   |
| 1972 | Tractament de xoc (Traitement de choc)                      | Devillers                   |                                                   |
| 1972 | Il était une fois un flic                                   | Man searching Rodriguez     |                                                   |
| 1972 | La primera nit de tranquil·litat (La prima notte di quiete) | Daniele Dominici            | Dirigida per Valerio Zurlini                      |
| 1973 | Les Grands fusils                                           | Tony Arzenta                |                                                   |
| 1973 | Deux hommes dans la ville                                   | Gino Strabliggi             |                                                   |
| 1973 | La Race des seigneurs                                       | Julien Dandieu              |                                                   |
| 1973 | Les Granges brûlées                                         | Larcher                     |                                                   |
| 1973 | Scorpio                                                     | Jean Laurier, alias Scorpio |                                                   |
| 1974 | Les Seins de glace                                          | Marc Rilsen                 |                                                   |
| 1974 | Borsalino & Co.                                             | Roch Siffredi               |                                                   |
| 1975 | Història d'un policia (Flic Story)                          | Roger Borniche              |                                                   |
| 1975 | Le Gitan                                                    | Le Gitan                    |                                                   |
| 1975 | El Zorro                                                    | Don Diego de la Vega/Zorro  |                                                   |
| 1976 | El senyor Klein (M. Klein)                                  | Robert Klein                | dirigida per Joseph Losey                         |
| 1976 | Armaguedon                                                  | Dr. Michel Ambrose          |                                                   |
| 1976 | Comme un boomerang                                          | Jacques Batkin              |                                                   |
| 1976 | L'Homme pressé                                              | Pierre Niox                 |                                                   |
| 1977 | Le Gang                                                     | Robert le Dingue            |                                                   |
| 1977 | La mort d'un home corrupte (Mort d'un pourri)               | Xavier Maréchal             |                                                   |
| 1978 | Un intrús en el joc (Attention, les enfants regardent)      | L'home                      |                                                   |
| 1979 | Le Toubib                                                   | Jean-Marie Després          |                                                   |
| 1979 | The Concorde ... Airport '79                                | Paul Metrand                |                                                   |
| 1980 | Trois hommes a abattre                                      | Michel Gerfaut              |                                                   |
| 1980 | Teheran 43                                                  | Foche                       |                                                   |
| 1981 | Pour la peau d'un flic                                      | Choucas                     |                                                   |
| 1982 | Le choc                                                     | Martin Terrier              |                                                   |
| 1983 | Le Battant                                                  | Jacques Darnay              |                                                   |
| 1983 | L’amor de Swann                                             | Baron de Charlus            |                                                   |
| 1984 | Notre histoire                                              | Robert Avranche             |                                                   |
| 1984 | Le Passage                                                  | Jean Diaz                   |                                                   |
| 1985 | Parole de flic                                              | Daniel Pratt                |                                                   |
| 1988 | Ne réveillez pas un flic qui dort                           | comissari Eugène Grindel    |                                                   |
| 1990 | Dancing Machine                                             | Alan Wolf                   |                                                   |
| 1990 | Nouvelle vague                                              | L'home                      |                                                   |
| 1992 | Un Crime                                                    | Maitre Charles Durand       |                                                   |
| 1992 | El retorn de Casanova (Le Retour de Casanova)               | Giacomo Casanova            |                                                   |
| 1993 | L'Ours en peluche                                           |                             |                                                   |
| 1994 | Les Cent i une nuits                                        | Actor d'un dia              |                                                   |
| 1996 | Le Jour i la nuit                                           | Alexandre                   |                                                   |
| 1997 | Une Chance sur deux                                         | Julien Vignal               |                                                   |
| 1999 | Les Acteurs                                                 | ell mateix                  |                                                   |
| 2003 | Frank Riva                                                  | Frank Riva                  | Sèrie de TV, 1ª temporada                         |
| 2004 | Frank Riva                                                  | Frank Riva                  | Sèrie de TV, 2ª temporada                         |
| 2006 | L'Instinct de mort                                          |                             |                                                   |
| 2008 | Astérix aux Jeux Olympiques                                 | Jules César                 |                                                   |
| 2012 | S Novym godom, mamy!                                        |                             |                                                   |